# 내니 맥피 2: 유모와 마법소동
내니 맥피 2: 유모와 마법소동(Nanny McPhee and the Big Bang)은 2010년 개봉한 영국의 판타지 영화이다.

## 캐스팅
- 엠마 톰슨 - 내니 맥피
- 리스 이반스 - 필 그린
- 매기 질런홀 - 이저벨 그린
- 아사 버터필드 - 노먼 그린
- 릴 우즈 - 메그지 그린
- 오스카 스티어 - 빈센트 그린
- 이완 맥그리거 - 로리 그린
- 에로스 블라호스 - 시릴 그레이
- 로지 테일러 리츤 - 실리아 그레이
- 레이프 파인스 - 로드 그레이
- 매기 스미스 - 애거사 도처티
- 샘 켈리 - 도처티 씨